# Joseph H. Earle
Joseph Haynsworth Earle, född 30 april 1847 i Greenville, South Carolina, död 20 maj 1897 i Greenville, South Carolina, var en amerikansk demokratisk politiker och jurist. Han representerade delstaten South Carolina i USA:s senat från 4 mars 1897 fram till sin död.
Earle deltog i amerikanska inbördeskriget i Amerikas konfedererade staters armé. Han utexaminerades 1867 från Furman University och studerade sedan juridik. Han inledde 1870 sin karriär som advokat i Anderson, South Carolina. Han flyttade 1875 till Sumter.
Earle var delstatens justitieminister (South Carolina Attorney General) 1886-1890. Han flyttade 1892 tillbaka till Greenville. Han tillträdde 1894 en domarbefattning. Han efterträdde sedan 1897 John L.M. Irby som senator för South Carolina men avled senare samma år i ämbetet. Earle gravsattes på Christ Episcopal Church Cemetery i Greenville.